# Operazione Mount Hope III

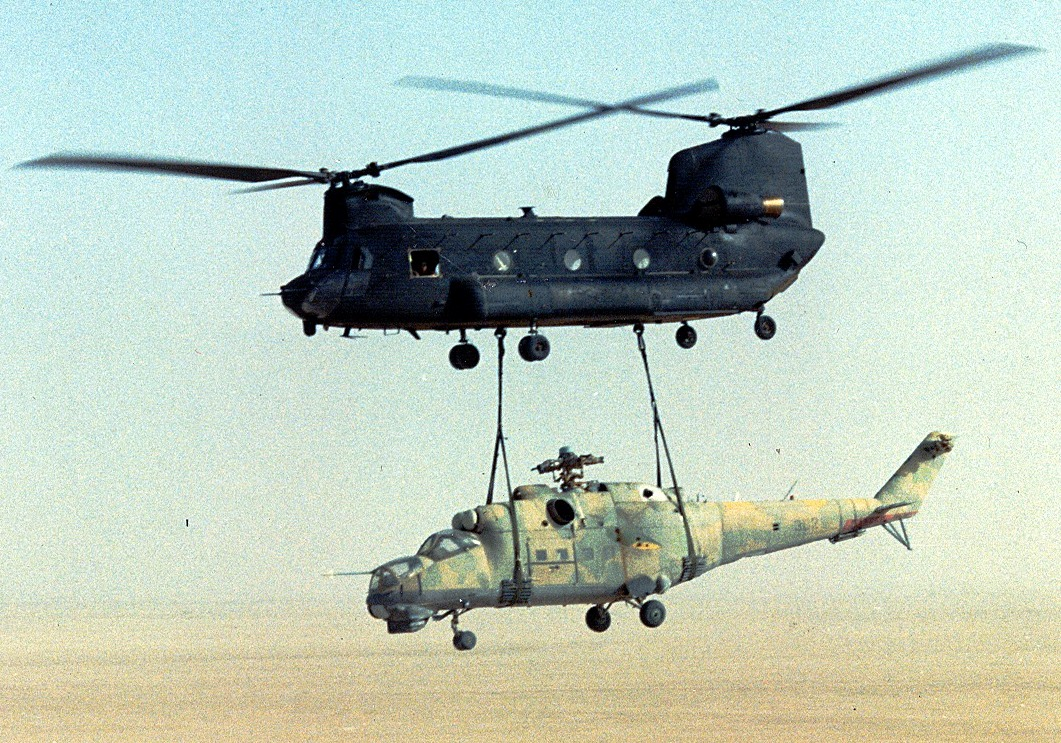
Il CH-47 trasporta il i-24 incidentato

L'operazione Mount Hope III è stata un'operazione segreta condotta dal 160º Special Operations Aviation Regiment statunitense. Obiettivo dell'operazione era il recupero di un elicottero d'attacco di fabbricazione sovietica Mi-24 "Hind" precipitato nel corso degli scontri legati al conflitto tra Libia e Ciad. Nella notte tra il 10 e l'11 giugno 1988 due Chinook del 160º, dopo un volo di quasi 500 miglia, arrivarono al luogo di caduta, sollevarono l'elicottero precipitato e fecero ritorno alla loro base di partenza senza essere scoperti. La missione fu condotta completamente all'interno del Ciad, con l'appoggio del governo di quel paese.